# Lavakoepel

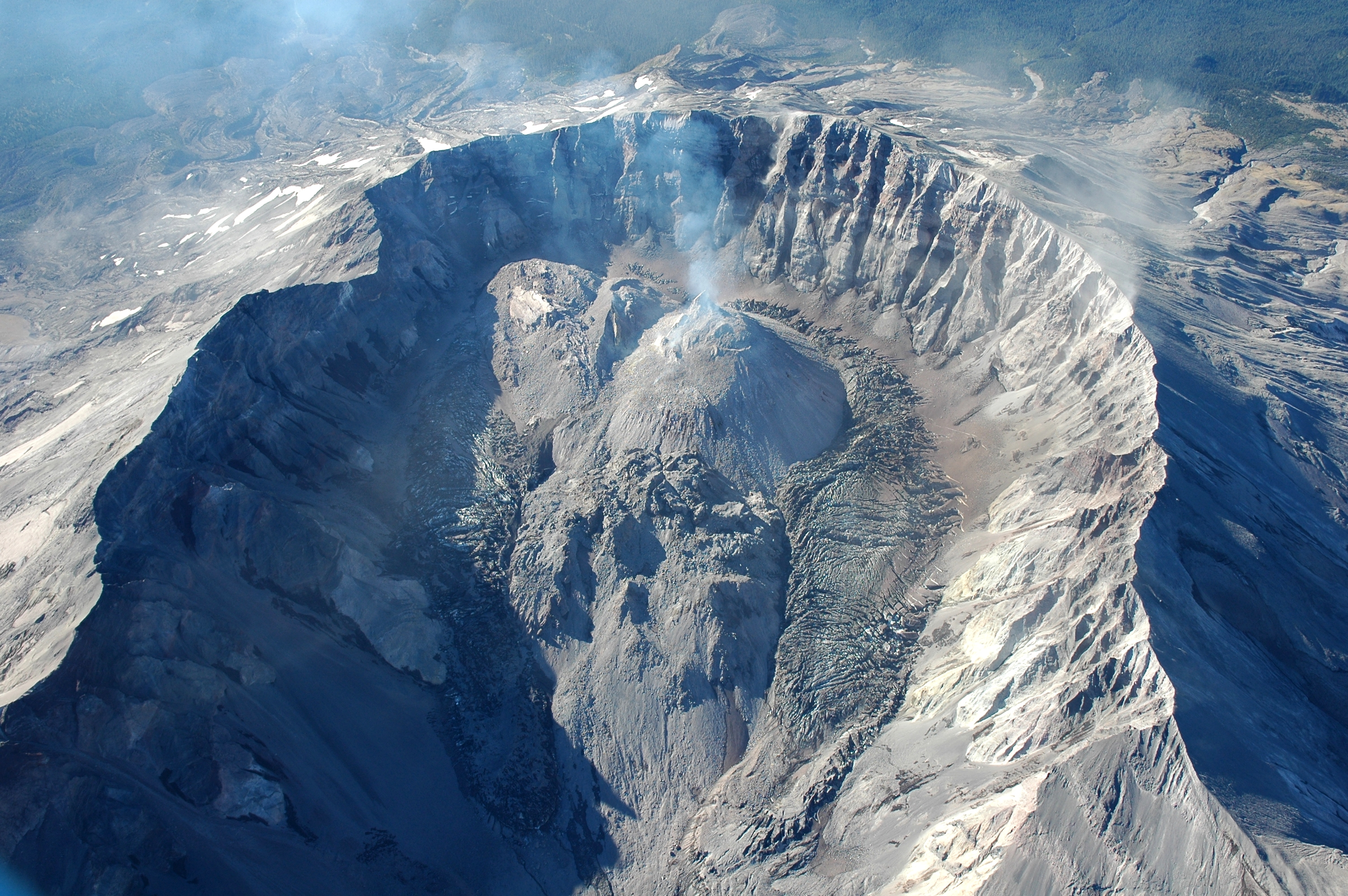
Lavakoepels in de krater van de Mount Saint Helens

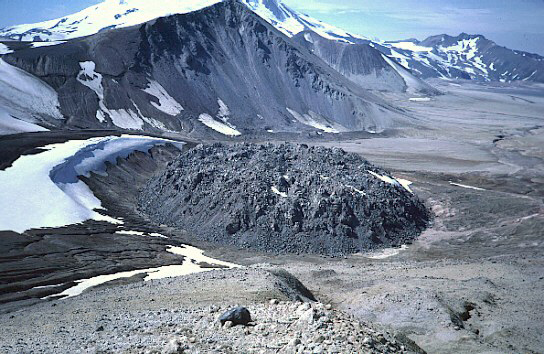
De ryolietische lavakoepel Novarupta in het Alaskaanse Katmai National Park. De lavakoepel vormde de bron van een enorme uitbarsting in 1912, waardoor de top van de nabijgelegen Mount Katmai instortte en de Valley of the Ten Thousand Smokes ontstond

Een lavakoepel is een koepelvormige vulkanische structuur die bestaat uit viskeus lava. Alleen felsische vormen van lava, zoals ryoliet en daciet, zijn viskeus genoeg om lavakoepels te vormen. Felsisch lava is viskeuzer door het hoge gehalte silica. De dikte van een lavastroom speelt geen rol bij hoe ver de lava kan stromen voor hij afkoelt.
Lavakoepels kunnen hoogten van honderden meters bereiken, en kunnen langzaam en regelmatig gedurende maanden of jaren groeien. De randen van een lavakoepel bestaan uit opgehoopt puin van gesteente. Wegens de mogelijkheid van het ontwikkelen van gasdruk, kan de koepel explosievere uitbarstingen ervaren naarmate de tijd verstrijkt. Wanneer een deel van een lavakoepel instort terwijl ze nog gesmolten gesteente en gassen bevat kan deze instorting een pyroclastische stroom veroorzaken. Lavakoepels komen vaak voor in de omgeving of kraters van stratovulkanen.
Een paar bekende lavakoepels zijn die van de Merapi in het centrale deel van het Indonesische eiland Java, de Soufrière in Montserrat en de Mount Saint Helens in de Amerikaanse staat Washington.